# История почты и почтовых марок колоний Германии
История почты и почтовых марок колоний Германской империи является частью истории почты и почтовых марок Германии, а также соответствующих отдельных стран и территорий, ранее бывших колониями Германии.

## Описание
Германская колониальная империя посуществовала с 1880-х годов до конца Первой мировой войны. Её филателистическую историю делят на три этапа:

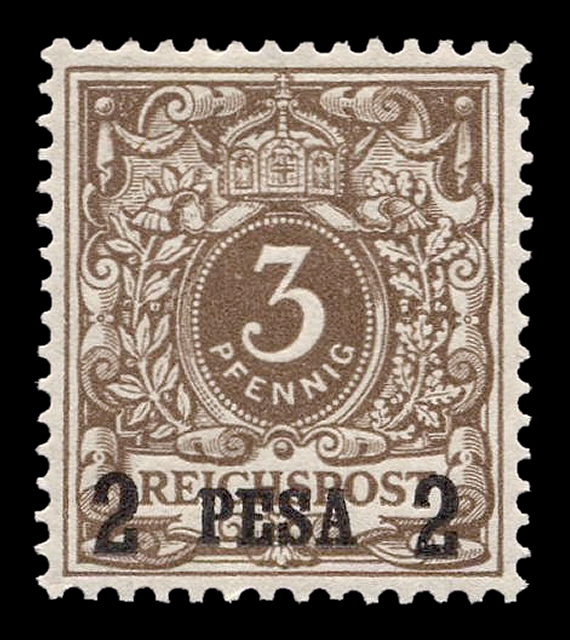
«Марка-предшественница» для Германской Восточной Африки с надпечаткой номинала в 2 пеза, 1893(Mi #1)

- «Марки-предшественницы» (нем. «Vorläufer») — стандартные марки Германии, находившиеся в почтовом обращении в её колониях. Их можно идентифицировать только в гашёном виде по почтовому штемпелю (кроме Германской Восточной Африки, которая отличалась валютой).
- «Надпечатки» — обобщённое название эмиссий 1896—1899 годов стандартных почтовых марок Германии с диагональными надпечатками названий той или иной колонии.
- «Яхта „Гогенцоллерн“» — омнибусный выпуск оригинальных почтовых марок колониального типа, эмитировавшийся с 1900 года.

Серия «Яхта» имела общий рисунок и идентифицирующую надпись для каждой колонии. Вначале эти марки были без водяных знаков, но с 1905 года они стали выходить с водяными знаками «ромбы».
Большинство германских колониальных марок были номинированы в немецкой валюте (1 марка = 100 пфеннигов). Однако в Германской Восточной Африке использовалась собственная денежная единица на почтовых марках 1893 года и позже: рупия (1 рупия = 64 пеза, а с 1905 года — 1 рупия = 100 геллеров), а на арендованной китайской территории Цзяо-Чжоу с 1905 года использовался китайский доллар ($1 = 100 центов).
Почтовые марки колоний Германской империи следует отличать от почтовых марок Германской почты за границей, которые употрбелялись в Китае, Марокко и Турции по согласованию с местными властями.
Германская колониальная почта переставала работать в разное время в ходе Первой мировой войны по мере оккупации германских колоний войсками союзников. Во время оккупации в ряде территорий германские марки серии «Яхта „Гогенцоллерн“» использовались в течение ограниченного времени с надпечатками. В Германии, даже после фактической утраты колоний, Имперская почта продолжала продавать почтовые марки колоний типа «Яхта» филателистическим дилерам и коллекционерам до окончания Первой мировой войны, но такие марки не использовались для оплаты пересылки почтовых отправлений.

## Выпуски для отдельных колоний

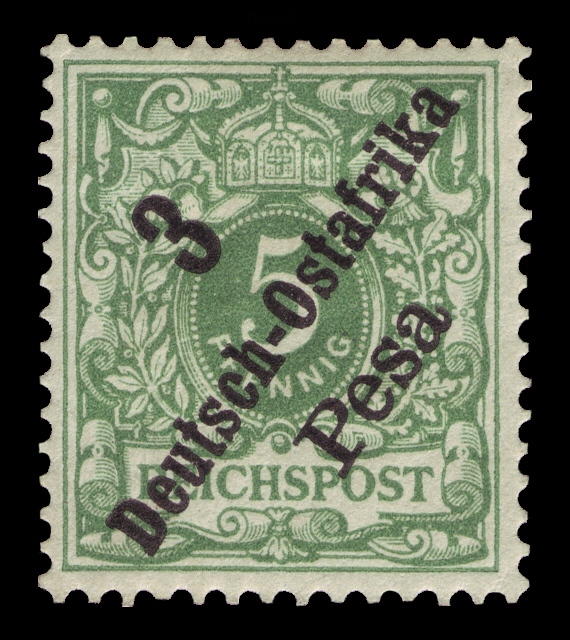
Марка-«надпечатка» для Германской Восточной Африки, 1896

### Германская Восточная Африка
Германская почтовая связь в Германской Восточной Африке была открыта 4 октября 1890 года. Впрочем, ещё до подписания Занзибарского договора германские почтовые отделения короткое время работали в Ламу (с 22 ноября 1888 по 31 марта 1891) и на Занзибаре (с 27 августа 1890 по 31 июля 1891). Вначале использовались стандартные почтовые марки Германии. К 1 июля 1893 года в обращении были надпечатки с указанием номинала в местной валюте, а именно пеза, а спустя три года на надпечатке также было указано название колонии нем. «Deutsch-Ostafrika» («Германская Восточная Африка»). Марки из серии «Яхта» поступили в обращение 1 января 1901 года. В 1905 году в связи с переходом на геллеры они были заменены на марки с указанием новых денежных единиц, а с 1906 года стали использовать марки с водяным знаком.
Во время Первой мировой войны в колонии стала ощущаться нехватка почтовых марок, что повлекло изготовление нескольких местных провизориев. Так, в 1916 году в качестве служебных марок использовались запасы почтовых марок серии «Германия», спасённые с потопленного «крейсер „Кенигсберг“». В это же время появились на свет (но так и не были выпущены в обращение) «провизории Wuga» номиналами в 2½ геллера, 7½ геллера и 1 рупию.
Постепенно всё больше и больше областей колонии оккупировались британскими, бельгийскими и португальскими войсками, которые эмитировали собственные почтовые марки. В 1915 году английские власти использовали почтовые марки из серии «Яхта „Гогенцоллерн“» с надпечатками для о. Мафия.

### Германская Новая Гвинея
В Германской Новой Гвинее выпуски Германской империи были номинированы в пфеннигах и марках и поступили в обращение 15 февраля 1888 года, позднее в различных почтовых отделениях. Эти марки опознаются по почтовому штемпелю. C 1897 года на стандартных марках Германии стояла надпечатка нем. «Deutsch-Neu-Guinea» («Германская Новая Гвинея»), которая также давала возможность идентифицировать негашеные марки.
1 января 1901 года в обращении появились марки с яхтой «Гогенцоллерн» для Германской Новой Гвинеи с номиналами от 3 пфеннигов до 5 марок. На трёх номиналах изменённой серии «Яхта» 1914 года присутствуют надпись «Deutsch-Neuguinea» и водяные знаки в форме ромба.

Марки Германской Новой Гвинеи из серии «Яхта „Гогенцоллерн“» (1914)
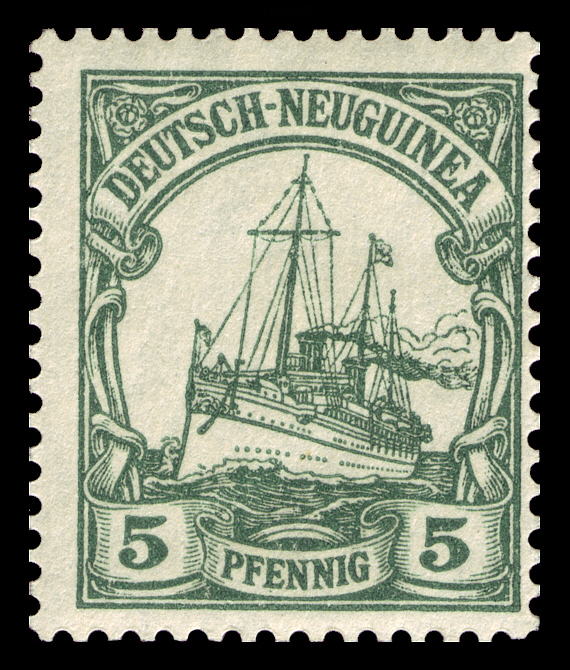
5 пфеннигов (Mi #21)
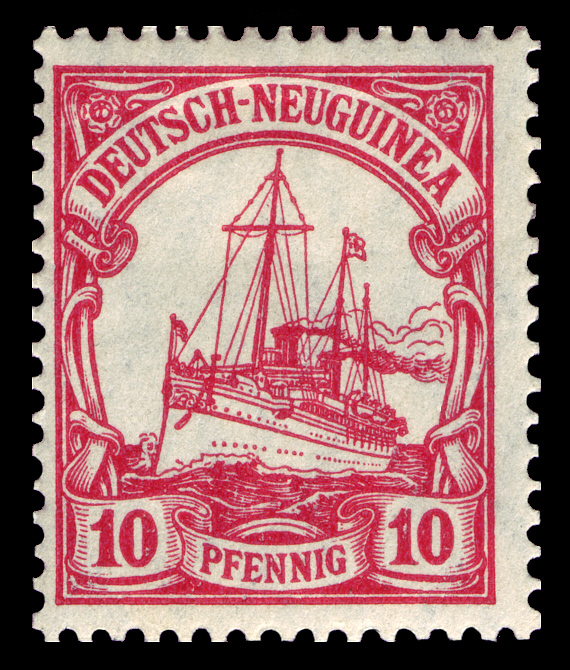
10 пфеннигов (Mi #22)
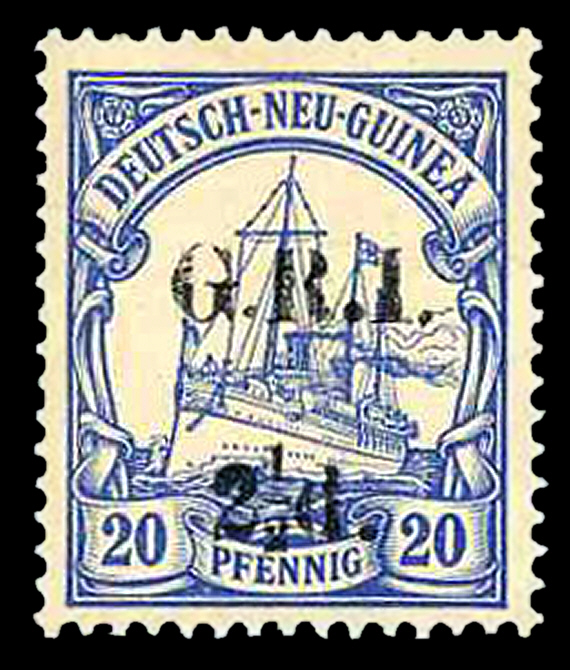
20 пфеннигов. Британская надпечатка «G. R. I.» (от лат. «Georgius Rex Imperator» — «Георг, король и император»)[5] (1914)

На 3-пфенниговой марке 1919 года имелись надпись «Deutsch-Neu-Guinea» и водяные знаки, причём она не была в почтовом обращении. С октября 1914 года на почтовых марках типа «Яхта» начали применяться британо-австралийские оккупационные выпуски в виде надпечатки «G. R. I.» (от лат. «Georgius Rex Imperator» — «Георг, король и император»).
На встречающихся почтовых штемпелях указаны следующие почтовые отделения Германской Новой Гвинеи:
- Finschhafen (Финшхафен),
- Hatzfeldhafen (Хацфельдхафен[нем.]),
- Kerawara (Керавара),
- Konstantinhafen (Константинхафен[нем.]),
- Stephansort (Штефансорт[нем.]),
- Herbertshöhe (Хербертсхёэ),
- Friedrich-Wilhelmshafen (Фридрих-Вильгельмсхафен),
- Matupi (Матупи[нем.]) и
- Berlinhafen (Берлинхафен).

### Германская Юго-Западная Африка
Стандартные германские почтовые марки впервые поступили в обращение в Германской Юго-Западной Африке в 1888 году, при этом погашенные там марки можно опознать только по оттиску почтового штемпеля почтового отделения этой колонии (то есть «Очимбингве, Китмансхуп, Виндхук, Свакопмунд»). С мая 1897 года германские почтовые марки с надпечаткой нем. «Deutsch-Südwest-Afrika» («Германская Юго-Западная Африка»), а годом позже — «Deutsch-Südwestafrika». Марки из серии «Яхта» появились в ноябре 1900 года с надписью «Deutsch-Südwestafrika». Сначала они были без водяных знаков, но с 1906 года хождение получили марки с водяными знаками в виде ромбов. В сентябре 1915 года территория колонии была оккупирована ЮАР, и германская колониальная почта прекратила своё существование.

### Каролинские острова
Германская почтовая связь начала работать на Каролинских островах 12 октября 1899 года, при этом использовались германские почтовые марки с надпечаткой нем. «Karolinen» («Каролинские острова»). В январе 1901 года были введены марки из серии «Яхта „Гогенцоллерн“». Нехватка почтовых марок дважды (в 1905 и в 1910 годах) приводила к появлению «провизориев Понапе», когда почтовые марки либо разрезались надвое, либо надпечатывались, чтобы подольше растянуть их запасы.

### Камерун
Германские марки были впервые применены в Германском Камеруне 7 февраля 1887 года в виде «марок-предшественниц», которые могут быть опознаны по оттискам почтовых штемпелей с текстом нем. «Kamerun» («Камерун») и «Viktoria» («Виктория»). В апреле 1897 года поступили германские провизории с надпечаткой «Kamerun». В ноябре 1900 года в обращении появились марки из серии «Яхта». Вариант этого выпуска с водяными знаками был в обращении с 1905 года. Нехватка почтовых марок в 1911 году привела к появлению «провизория «Longji»» (Лонжи). Сеть германских почтовых отделений была закрыта в 1915 году из-за британско-французской оккупации. На марках Камеруна из серии «Яхта» была произведена надпечатка «G. R. I.» и номинал в британской валюте. Несмотря на утерю колонии, в Берлине в 1915—1919 годах продолжали продаваться почтовые марки Камеруна серии «Яхта».

### Цзяо-Чжоу
Германские марки были впервые введены в обращение в Цзяо-Чжоу 26 января 1898 года в виде «марок-предшественниц», которые могут быть идентифицированы по оттиску почтового штемпеля нем. «Tsingtau» («Циндао»). В январе 1901 года вышли в свет марки типа «Яхта „Гогенцоллерн“», номинированные в пфеннигах и рейхсмарках. С 1905 года они получили номиналы в китайской валюте — центах и долларах. Германское почтовое отделение было закрыто из-за японской оккупации 7 ноября 1914 года.

### Марианские острова
Германские марки впервые были введены в обращение на германских Марианских островах 18 ноября 1899 года и содержали надпечатку нем. «Marianen» («Марианские острова»). В мае 1900 года были эмитированы германские провизории с надпечатками, за которыми в январе 1901 года последовал выпуск «Яхта». Германское почтовое отделение было закрыто в связи с японской оккупацией 14 октября 1914 года. Почтовые марки из серии «Яхта» с водяными знаками в форме ромба были допечатаны позже в Германии для коллекционеров.

Пропагандистская марка Германии «Марианы» из серии «Утраченные территории», дизайн[en] которой напоминал рисунок колониальных марок типа «Яхта „Гогенцоллерн“»[12]
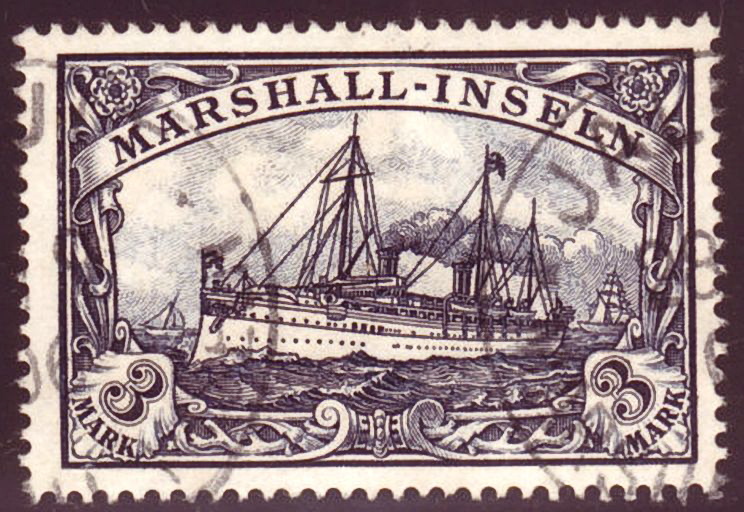
Почтовая марка Маршалловых островов номиналом в 3 марки из серии «Яхта „Гогенцоллерн“»

### Маршалловы острова
Германская почта начала работать на германских Маршалловых островах 1 октября 1888 года с использованием «марок-предшественниц», которые могут быть опознаны по оттиску почтового штемпеля нем. «Jaluit» («Джалуит»). В 1897 году появились германские почтовые марки с надпечаткой нем. «Marschall-Inseln» («Маршалловы острова»), к 1899 году их сменили марки с надпечаткой «Marshall-Inseln». В январе 1901 года в обращение поступили марки из серии «Яхта «Гогенцоллерн». Германское почтовое отделение было закрыто в связи с британской оккупацией 16 декабря 1914 года. На марках типа «Яхта «Гогенцоллерн»» были сделаны надпечатки текста «G. R. I.» и новых номиналов в британской валюте. В Германии в 1916—1919 годах почтовые марки Маршалловых островов из серии «Яхта «Гогенцоллерн»» и с водяным знаком продавались коллекционерам.

Почтовая марка Германского Самоа 1900 года типа «Яхта „Гогенцоллерн“»(Sc #66) и пропагандистская марка Германии «Самоа» из серии «Утраченные территории»

### Самоа
Германские почтовые марки впервые появились в почтовом обращении на Германском Самоа 21 сентября 1886 года в виде «марок-предшественниц», которые могут быть опознаны по оттиску почтового штемпеля нем. «Apia» («Апиа»). В апреле 1900 года вышли германские почтовые марки с надпечаткой «Samoa» («Самоа»). В декабре 1900 года были эмитированы марки типа «Яхта». Германское почтовое отделение было закрыто в связи с британской оккупацией 3 сентября 1914 года. На марках из серии «Яхта» с надпечаткой «G. R. I.» номиналы были указаны в британской валюте. В Германии в 1915—1919 годах почтовые марки Самоа из этой серии (с водяным знаком) продавались коллекционерам.

### Того
Германские марки впервые появились в Германском Того 1 марта 1888 года в виде «марок-предшественниц», которые могут быть идентифицированы по оттискам почтовых штемпелей «Кляйн-Попо» и нем. «Lome» («Ломе»). В 1897 году были выпущены 1900 германских марок с надпечаткой «Togo» («Того»). В ноябре 1900 года стали применяться марки типа «Яхта». В 1909 году их заменили выпуски с водяными знаками. Германское почтовое отделение было закрыто в связи с британской оккупацией в сентябре 1914 года и французской оккупацией в октябре 1914 года. Оккупационные войска использовали марки из серии «Яхта» с надпечатками англ. «Anglo-French Occupation» («Англо-французская оккупация») и фр. Occupation franco-anglaise («Франко-английская оккупация»). В Германии с 1915 года по 1919 год почтовые марки Того выпуска «Яхта» (с водяным знаком) поступали в продажу для коллекционеров.

## Подделки
Поскольку многие почтовые марки колоний стоят дорого, но основаны на широко доступных стандартных почтовых марках Германской империи, то это благоприятствует их подделке. Фальсификатор может просто «сделать надпечатку» на обычной марке того периода. Подделки начали появляться уже в 1903 году. Известным фальсификатором был Франсуа Фурнье, который изготавливал «репродукции», которые достаточно близки к оригиналам, чтобы ввести в заблуждение неискушённого покупателя. В последние годы на Е-Bay и других аукционах появились так называемые «подделки Хайлиа» («Hialeah Forgeries») и включают, среди прочего, почтовые марки Маршалловых островов с фальшивыми надпечатками «G. R. I.». В «деле Блюма» фальсификатор изготавливал поддельные почтовые штемпели и знаки экспертизы, которые ставились на почтовых марках германских колоний и других марках.